# 天主教西撒哈拉宗座監牧區
天主教西撒哈拉宗座監牧區 （拉丁語：Praefectura Apostolica de Sahara Occidentali）是西撒哈拉一個羅馬天主教宗座監牧區，直屬教廷。
教座包括西撒哈拉全境。2010年有教友120人、兩個堂區（位於阿尤恩和達克拉）、三名司鐸。現任宗座監牧為馬利奧‧萊昂‧多拉多。
1954年7月5日設西屬撒哈拉暨伊夫尼監牧區。1970年5月2日易名西屬撒哈拉監牧區，1976年5月2日再易名至今。